# Andreas Fakudze

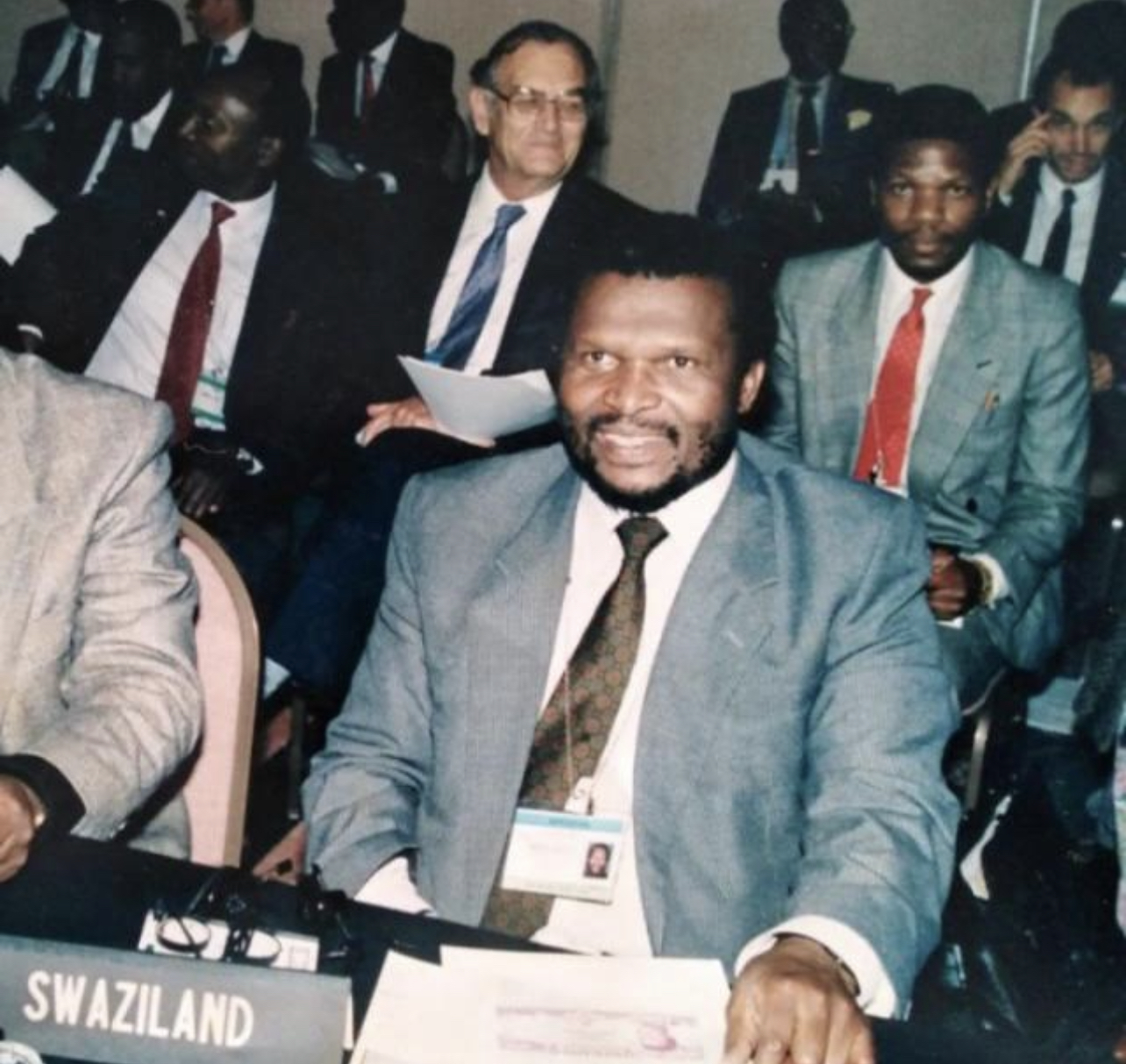
Fakudze (1994)

Andreas Fakudze (* 20. Jahrhundert; † 2001) war ein General der Umbutfo Eswatini Defence Force und  Übergangs-Premierminister von Swasiland in der Zeit vom 25. Oktober 1993 bis 4. November 1993.

## Leben
Fakudze wurde von König Mswati III. ernannt. Er starb 2001 bei einem Autounfall.